# مردم مانیپوری
مردم مانیپوری (انگلیسی: Meitei people) گروه قومی غالب مانیپور در شمال شرق هند هستند.